# 滇南胡椒
滇南胡椒（学名：Piper spirei）为胡椒科胡椒属的植物。分布在老挝以及中国大陆的云南等地，见于密林湿润处，目前尚未由人工引种栽培。